# الدين في غامبيا
الدين في غامبيا (إحصائية 2013).

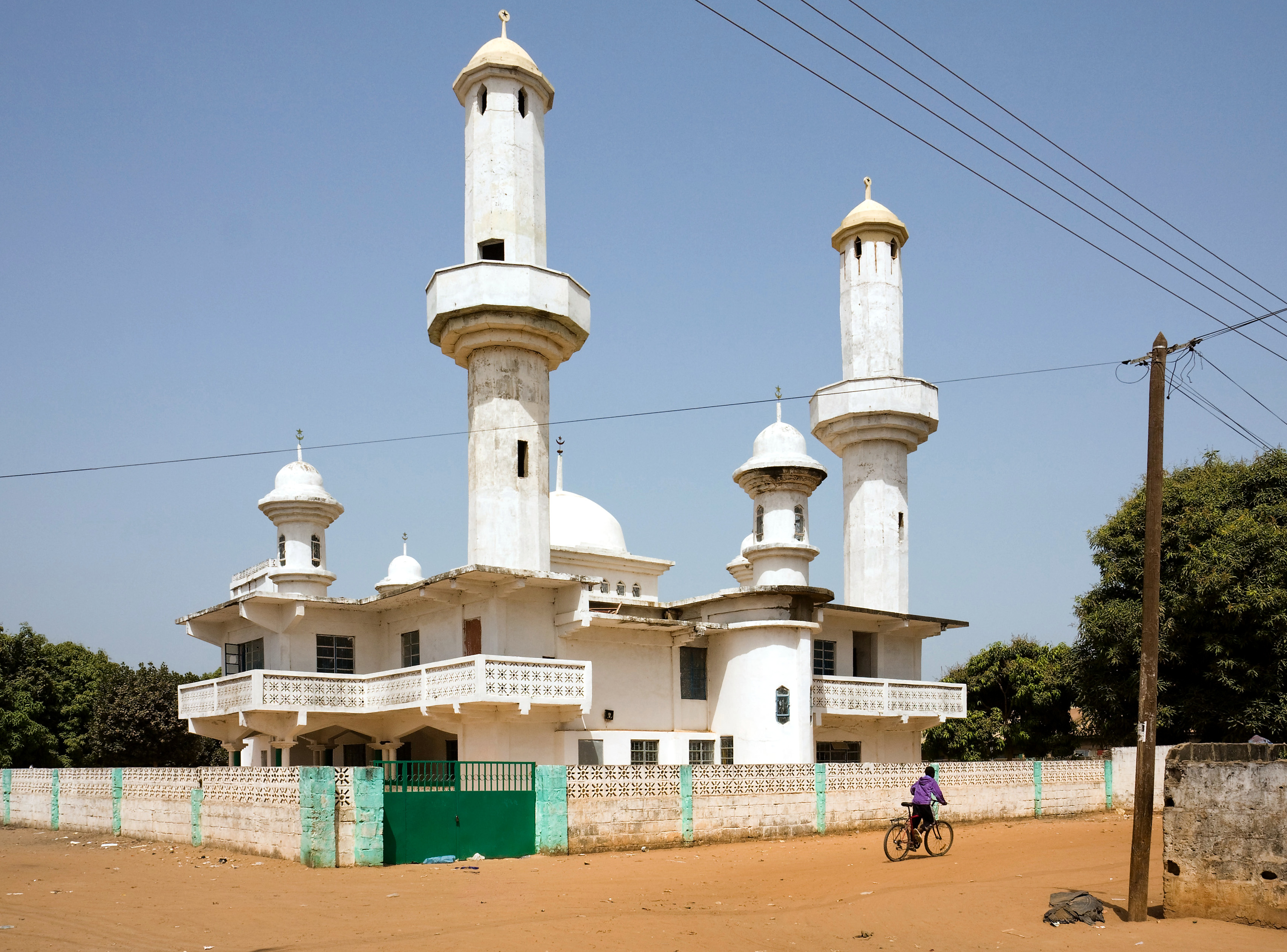
أحد مساجد غامبيا، حيث يبلغ عدد المسلمون في دولة غامبيا إلى 95% من سكانها.

يشكل المسلمون نحو 95.7% من سكان غامبيا وفقًا لكتاب حقائق العالم. وتقدر نسبة المسيحيين بحوالي 4.2% من السكان وأقل من 0.1% من أتباع الديانات الأفريقية التقليدية. كما أن هناك مجموعة صغيرة من أتباع البهائية ومجتمع صغير من الهندوس المهاجرين من جنوب آسيا.